# Williams FW30
El Williams FW30 es un monoplaza de Fórmula 1, diseñado por Williams F1 para la temporada 2008 de Fórmula 1. El coche es en gran medida una evolución del Williams FW29 utilizado en la temporada anterior. Al igual que su predecesor, el FW30 es propulsado por motores Toyota. El FW30 se dio a conocer al público el 21 de enero de 2008 en el Circuit de Valencia  e hizo su debut en el Gran Premio de Australia de 2008, en las manos de Nico Rosberg y Kazuki Nakajima.

## Diseño
En comparación con el anterior FW29, el director técnico de Williams, Sam Michael, tuvo como objetivo en la construcción del FW30 "refinar nuestro paquete y la distribución del peso", siendo un diseño continuista y no un rediseño radical.

## Resultados
(Clave) (negrita indica pole position) (cursiva indica vuelta rápida)
| Año  | Motor                | Neu. | N.º | Pilotos         | 1   | 2   | 3   | 4   | 5   | 6   | 7   | 8   | 9   | 10  | 11  | 12  | 13  | 14  | 15  | 16  | 17  | 18  | Puntos | Pos. |
| ---- | -------------------- | ---- | --- | --------------- | --- | --- | --- | --- | --- | --- | --- | --- | --- | --- | --- | --- | --- | --- | --- | --- | --- | --- | ------ | ---- |
| 2008 | Toyota RVX-08 2.4 V8 | B    |     |                 | AUS | MYS | BHR | ESP | TUR | MON | CAN | FRA | GBR | GER | HUN | EUR | BEL | ITA | SIN | JPN | CHN | BRA | 26     | 8.º  |
| 2008 | Toyota RVX-08 2.4 V8 | B    | 7   | Nico Rosberg    | 3   | 14  | 8   | Ret | 8   | Ret | 10  | 16  | 9   | 10  | 14  | 8   | 12  | 14  | 2   | 11  | 15  | 12  | 26     | 8.º  |
| 2008 | Toyota RVX-08 2.4 V8 | B    | 8   | Kazuki Nakajima | 6   | 17  | 14  | 7   | Ret | 7   | Ret | 15  | 8   | 14  | 13  | 15  | 14  | 12  | 8   | 15  | 12  | 17  | 26     | 8.º  |